# 100菌
100菌（1月25日 - ）は、日本のYouTuber。主にゆっくり実況でゲーム実況や、検証系の動画を投稿している。
サブチャンネルは料理をするチャンネルの『クッキング霊夢』と、主に顔出し・声出し実況をしている『幽霊少年 100菌』がある。

## 概要
2021年12月1日にYoutubeチャンネルを作成。同日に『税金の支払いが嫌すぎて現実逃避に作ったゆっくり実況』という動画で初投稿をしている。

## 各チャンネルの実績

### 100菌
『【ドM】GeoGuessrで出た場所に徒歩で行ってみた【ゆっくり実況】』が500万回再生以上にまでバズる。その後、GeoGuesser公式からDMにて、「お金あげるから普通に旅行行っていいよ」という趣旨の文面が送られて来たものの、100菌氏は同じ企画の続編を投稿した。

### クッキング霊夢
『【料理】霊夢がドラゴン・ラヌラヌを作るよ！【ゆっくり実況】』という動画を投稿し、800万回再生以上にまでバズる。主な理由は、動画の内容は「ドラゴン・ラヌラヌ」という料理を作るものだが、そんな料理は実際は存在せず、動画内ではあたかも常識かのようにその存在を紹介していたため。その動画の投稿から5日後、100菌チャンネルにて『"この世に存在しない料理"を投稿しても指摘されないんじゃね？【ゆっくり実況】【検証】』という動画を投稿して絶妙にネタバラシをした上で、さらにその2日後に、クッキング霊夢チャンネルにて『先日の動画について。』という動画を投稿し、完全なネタバラシをした。

### 幽霊少年 100菌
今のところ特に実績はない。